# MAKE YOU SMILE
『MAKE YOU SMILE』（メイク ユー スマイル）は、丹下桜の2作目のアルバム。1997年10月3日、KONAMIより発売された。

## 解説
- 1997年夏に3ヶ月連続でリリースされた「MAKE YOU SMILE」「tune my love」「2色だけのパレット」を収録。「tune my love」「2色だけのパレット」はシングル盤と別音源で収録されている。「2色だけのパレット」はベストアルバム『SAKURA』にも今作の音源で収録されている。
- ジャケット写真の撮影は1997年6月にイギリスのロンドン、ウィンブルドン、ブライトンで行われた。この時、コナミ＆新紀元社から発売された丹下桜の写真集『MAKE YOU SMILE』(ISBN 4-575-28778-4)の撮影も行われており、その際の映像と"MAKE YOU SMILE"が1998年10月にリリースされたビデオ『New Frontier』に収録されている。
- 初回限定盤特典は、ピクチャーCDとオリジナルフォトカードの封入。

## 収録曲
| #         | タイトル                             | 作詞      | 作曲           | 編曲           | 時間  |
| --------- | ------------------------------------ | --------- | -------------- | -------------- | ----- |
| 1.        | 「Little Wing」                      | 丹下桜    | 宮島律子       | 田辺恵二       | 4:01  |
| 2.        | 「Fantasy 〜白夜の空に抱かれたい〜」 | 宮島律子  | 宮島律子       | 新川博         | 4:56  |
| 3.        | 「2色だけのパレット -Album Mix-」    | 宮島律子  | 宮島律子       | 田辺恵二       | 4:59  |
| 4.        | 「Day Dream」                        | 丹下桜    | 宮島律子       | 新川博         | 4:58  |
| 5.        | 「マリン」                           | 遊佐未森  | 遊佐未森       | T2             | 5:49  |
| 6.        | 「I Feel the Wind」                  | 田辺智沙  | 宮島律子       | 田辺恵二       | 5:17  |
| 7.        | 「今はまだ遠いLovesong」             | 松浦有希  | 松浦有希       | 松浦有希       | 4:34  |
| 8.        | 「photo card」                       | 丹下桜    | ながつきまろん | ながつきまろん | 1:47  |
| 9.        | 「tune my love -Album Mix-」         | 丹下桜    | ながつきまろん | 田辺恵二       | 4:16  |
| 10.       | 「MAKE YOU SMILE」                   | 丹下桜    | ながつきまろん | 亀田誠治       | 4:32  |
| 11.       | 「Wherever you are」                 | 丹下桜    | 中崎英也       | 中崎英也       | 5:29  |
| 合計時間: | 合計時間:                            | 合計時間: | 合計時間:      | 合計時間:      | 50:38 |

## 楽曲解説
1. Little Wing
  - 撮影時のエピソードとラジオのリスナーから寄せられた手紙が詞のモチーフとなっている。写真集の撮影でイギリスを訪れた際、早朝に乗ったロケバスから飛行機と飛行機雲が見え、その光景から当時のラジオ番組に多く寄せられた「何をしたらいいかわからない」「夢に向かって生きていく自信がない」といった手紙へ向けてのメッセージへと繋がり、詞が完成した。
2. Fantasy 〜白夜の空に抱かれたい〜
3. 2色だけのパレット -Album Mix-
  - 1997年6月21日にシングルでリリースされた楽曲のアルバム・ミックス版。
  - 文化放送「CLUBときめきメモリアル」2代目エンディングテーマ。
4. Day Dream
  - KBS京都「金月真美のMOONLIGHT LIPS」エンディングテーマ。
5. マリン
6. I Feel the Wind
  - 丹下曰く「サバンナの草原などをイメージした感じ」「Be Myselfのその後」。
7. 今はまだ遠いLovesong
  - ドラマCD『ときめきメモリアル 〜虹色の青春〜』エンディングテーマ、および登場キャラクター秋穂みのりのテーマソング。
8. photo card
9. tune my love -Album Mix-
  - 1997年7月24日ににシンルでリリースされた楽曲のアルバム・ミックス版。
  - ニッポン放送ラジオドラマ「2010年ラジオの旅 アンドロイドアナMAICO2010」エンディングテーマ。
10. MAKE YOU SMILE
  - 文化放送「CLUBときめきメモリアル」初代エンディングテーマ。
11. Wherever you are
  - 当アルバムで最初に曲名が決まり、同時に最後に唄録りをしようと決めていた楽曲。
  - 丹下曰く「心の旅の終着点のようなイメージ」の楽曲。